# White Craig
Der White Craig ist ein Hügel in den Pentland Hills. Die 434 m hohe Erhebung liegt im Zentrum im südlichen Teil der rund 25 km langen Hügelkette in der schottischen Council Area South Lanarkshire.
Die nächstgelegene Ortschaft ist das rund fünf Kilometer nordwestlich gelegene Tarbrax. West Linton ist sechs Kilometer östlich vor der Ostflanke der Pentland Hills gelegen. Zu den umgebenden Hügeln zählen der Henshaw Hill im Nordwesten, der Mealowther im Norden, der Millstone Rig im Nordosten, der Catstone Hill im Südosten sowie der Darlees Rig im Südwesten.

## Umgebung
An der Nordwestflanke des White Craig entspringen mehrere Bäche, die sich zum Medwin Water vereinen, das entlang der Nordflanke verläuft. Zunächst markiert es die Grenze zwischen West Lothian und South Lanarkshire, dann zwischen South Lanarkshire und den Scottish Borders, bevor es sich zum South Medwin erweitert.